# 刘口镇
刘口镇，原为刘口乡，是中华人民共和国河南省商丘市梁园区下辖的一个乡镇级行政单位。2018年撤乡设镇。区划代码改为411402105。

## 行政区划
刘口镇下辖以下地区：
徐隆店村、南会馆村、大王庙村、石楼村、张彭村、中陈村、西刘村、大刘村、汪庄村、郭刘村、东刘村、当店王村、老陈庄村、刘灿村、坡刘村、赵辛村和李堤口村。